# Operatie Harpune
Operatie Harpune  was het belangrijkste Duitse misleidingsplan van 1941. Ten tijde van de Tweede Wereldoorlog voerde de Duitsers meerdere misleidingsplannen uit. Met name in de beginfase en dan vooral voor de invasie het Verenigd Koninkrijk werden veel misleidingsplannen gebruikt. Deze operatie liet Operatie Seelöwe als noodzakelijk en onvermijdelijk lijken, waardoor de voorbereiding van de Duitse inval in de Sovjet-Unie gecamoufleerd bleven. De Duitse inval kreeg de codenaam Operatie Barbarossa.
Havens in Frankrijk en Scandinavië lieten de schijn wekken dat er troepen werden ingescheept en klaar werden gestoomd voor een invasie op de Engelse kust. Operatie Harpune was opgedeeld in twee onderdelen: Harpune Süd en Harpune Nord. Harpune Süd opereerde vanuit de Franse kanaalhavens, terwijl Harpune Nord hetzelfde deed in Scandinvië.